# 관광농업
관광농업(觀光農業)은 상품화 농업의 변형으로 파는 농업이 아닌 사는 농업이며, 농업과 관광이 결합된 형태의 농업이다. 지역 농산물의 재배를 거의 동시에 이루어 관광객이 수확하는 것을 여가로 삼는다. 재배 시기를 길게 늘리면서 매우 맛 좋고 영양 좋은 것을 기르는 데 신경을 써야 한다. 대상작물은 과실, 채소, 축산 등이 있다. 종류로는 농업 자체가 관광대상이 되는 현단계의 대한민국 관광농업이 있고, 도시의 소비시장 기능을 연장시킨 분야식 관광지 농업이 있다(예를 들어 제주도의 감귤농장 부양 등.). 최근에는 도시 근교의 제한된 범위를 벗어나 점차 원거리로 진출하는 경향이 있다. 그러나, 농업지대의 관광지 겸용이 반드시 농업에 이득 되는 것이 아니다. 산 속의 관광시설로 인한 인근의 수자원 오염 및 지반 침하현상이 생기는 문제점이 있다.

## 같이 보기
- 생태관광
- 우프